# Bataille d'Inglesmendi
Batailles
La bataille d'Inglesmendi ou bataille d'Ariñez a eu lieu la troisième semaine de mars 1367 pendant la guerre civile castillane autour de la ville d'Ariñez en Alava. C'est l'une des batailles précédant celle de Nájera.

## Prémices
La puissance navale de Castille, bien supérieure à celle de la France et de l'Angleterre, incita ces deux nations confrontées dans la guerre de Cent Ans à prendre parti dans la guerre civile castillane dans le but de disposer de sa flotte, la plus grande dans l’Atlantique. Dans les affrontements et les escarmouches du mois de mars précédant la bataille de Nájera, au cours desquelles l'armée d'Henri de Trastamare - candidat au trône - a harcelé la magnifique armée du Prince Noir allié au parti de Pierre de Castille, dont la majeure partie était composée des plus célèbres mercenaires de grandes compagnies. La bataille d'Inglesmendi fut livrée au cours de laquelle la faction d'Henri composée de Castillans, d'Aragonais et de Français captura le détachement d'éclaireurs du prince de Galles composé principalement d'Anglais et de quelques Gascons.

## Bataille
Au cours du mois de mars, Henri II, avec les énormes limitations dont il disposait, a eu un grand succès en utilisant la guérilla et les escarmouches contre la célèbre armée du Prince Noir puisque les troupes castillanes avaient une grande puissance offensive et une plus grande mobilité grâce à leurs armes plus légères, ce qui rendait ces troupes idéales pour ce type d'actions contrairement à la lente armée de Pierre Ier composée principalement d'infanterie et de cavalerie lourde. De Trastamare était un soldat expérimenté, ayant lui-même combattu en France en tant que chef de compagnie contre les Anglais, et il savait que la meilleure stratégie militaire à adopter contre l'immense armée du Prince Noir était de l'épuiser et de laisser les dures terres castillanes, la faim et les escarmouches faire des ravages sur les troupes ennemies. Il était également aidé par le roi de France et par Duguesclin.
La cavalerie légère était une tradition ancienne dans les systèmes militaires castillans et était conçue pour de fréquentes escarmouches avec les Arabes, bien que l'idée ait été abandonnée par d'autres armées européennes de l'époque.
Dans la petite bataille d'Inglesmendi - qui signifie montagne des Anglais en basque - qui eut lieu dans la troisième semaine de mars 1367, une avant-garde de cavaliers ou génétaires castillans dirigée par Don Tello et de chevaliers aragonais et français dirigés par d'Audrehem, Villaines et Don Juan Ramírez de Arellano exterminèrent un détachement de reconnaissance du prince de Galles. Ce combat se déroula après avoir facilement vaincu des groupes en avance sur le gros de l'armée du Prince Noir au cours d'escarmouches et sur le retour au camp d'Henri, ils rencontrèrent le détachement d’exploration dirigé par le sénéchal d'Aquitaine Thomas Felton (ou Feleton) qui comptait 200 soldats et archers de la Compagnie du Prince Noir. Après avoir subi de nombreuses pertes, cette troupe du prince de Galles se retranche sur la montagne Inglesmendi où les archers anglais opposent une grande résistance à la cavalerie légère castillane. Cependant, les Français et les Aragonais descendirent de cheval et les attaquèrent à pied, et réussir à les vaincre. Entre autres, William Felton (en), sénéchal du Poitou et capitaine de grande compagnie y laissa la vie et furent faits prisonniers, entre autres, les Anglais Thomas Felton, le capitaine de la grande compagnie Richard Táunton, le chevalier Hugues de Hastings (en), le baron militaire John Neville, le capitaine de la grande compagnie Aghorises et le mercenaire gascon Gaillard Vighier (ou Beguer) capitaine d'une grande compagnie entre autres.
L'armée du Prince Noir, jusqu'alors considérée comme invincible, avait subi sa première défaite et même si les pertes subies n'étaient pas importantes par rapport à la totalité de l’effectif de la grande armée, ses troupes commencèrent à se démoraliser.